# Großer Roßkardtsee
Der Große Roßkardtsee ist ein rund 16 Hektar großes Stillgewässer der Gemeinde Groß Köris im brandenburgischen Landkreis Dahme-Spreewald. Er ist der tiefste See im Naturpark Dahme-Heideseen.

## Beschreibung
Der See liegt im Norden der Gemeinde und wird im Osten von der Bahnstrecke Berlin–Görlitz, im Westen von der Motzener Straße und im Süden vom Grünen Weg eingerahmt. Nördlich schließen sich der Kleine Roßkardtsee und der Güldensee an.
Der Große Roßkardtsee ist ein Grundwasser-Durchströmungssee ohne oberirdischen Zu- und Abfluss. Der Erlenbruch im Westen der Südbucht wird aber durch einen Abflussgraben entwässert. Die Wasserqualität hat sich in den 2010er Jahren ungünstig entwickelt. Die Trophiestufe ist von „mesotroph 1“ auf „mesotroph 2“ angestiegen. Es ist zu einem Rückgang der Wasserpflanzen gekommen. Die Sichttiefe betrug 1,5 bis 3 Meter.
Am Gewässer führt ein rund 8 km langer Rundwanderweg entlang, der vom Bahnhof in Groß Köris über den Großen Roßkardt- und den Güldensee zurück zum Bahnhof führt.
Zur Zeit der DDR befand sich an der Motzener Straße ein Feriendorf, in dem eine vormilitärische Ausbildung für die Auszubildenden des Schwermaschinenbaues Wildau stattfand.